# Artefacto 71 (película de 2024)
Artefacto 71 es una película documental española de 2024 escrita y dirigida por Carlos Essmann.
La película fue seleccionada para participar en la Sección Oficial de Documentales a Concurso en el 27 Festival de Málaga, donde tuvo su estreno mundial.

## Sinopsis
Una cosa está clara: el artista contemporáneo puede prescindir de sus habilidades manuales y dar tanta o más importancia al trabajo intelectual que al objeto artístico. Entonces: ¿qué hace un artista? Artefacto 71 intenta responder a esta pregunta revisando la actividad de un working-class artist como el catalán Martí Anson, estableciendo un diálogo de igual a igual entre el artista y el cineasta.

## Premios y nominaciones
| Festival                                     | Edición | Año  | Categoría                        | Nominado       | Resultado | Ref.  |
| -------------------------------------------- | ------- | ---- | -------------------------------- | -------------- | --------- | ----- |
| Festival de Málaga                           | XXVII   | 2024 | Biznaga de Plata Mejor Dirección | Carlos Essmann | Ganador   | [ 2 ] |
| Dart- Festival de Cine Documental sobre Arte | 8       | 2024 | Mención Especial del Jurado      |                | Ganador   | [ 3 ] |
| Dart- Festival de Cine Documental sobre Arte | 8       | 2024 | Premio del Público               |                | Ganador   |       |